# Hozumi Yatsuka

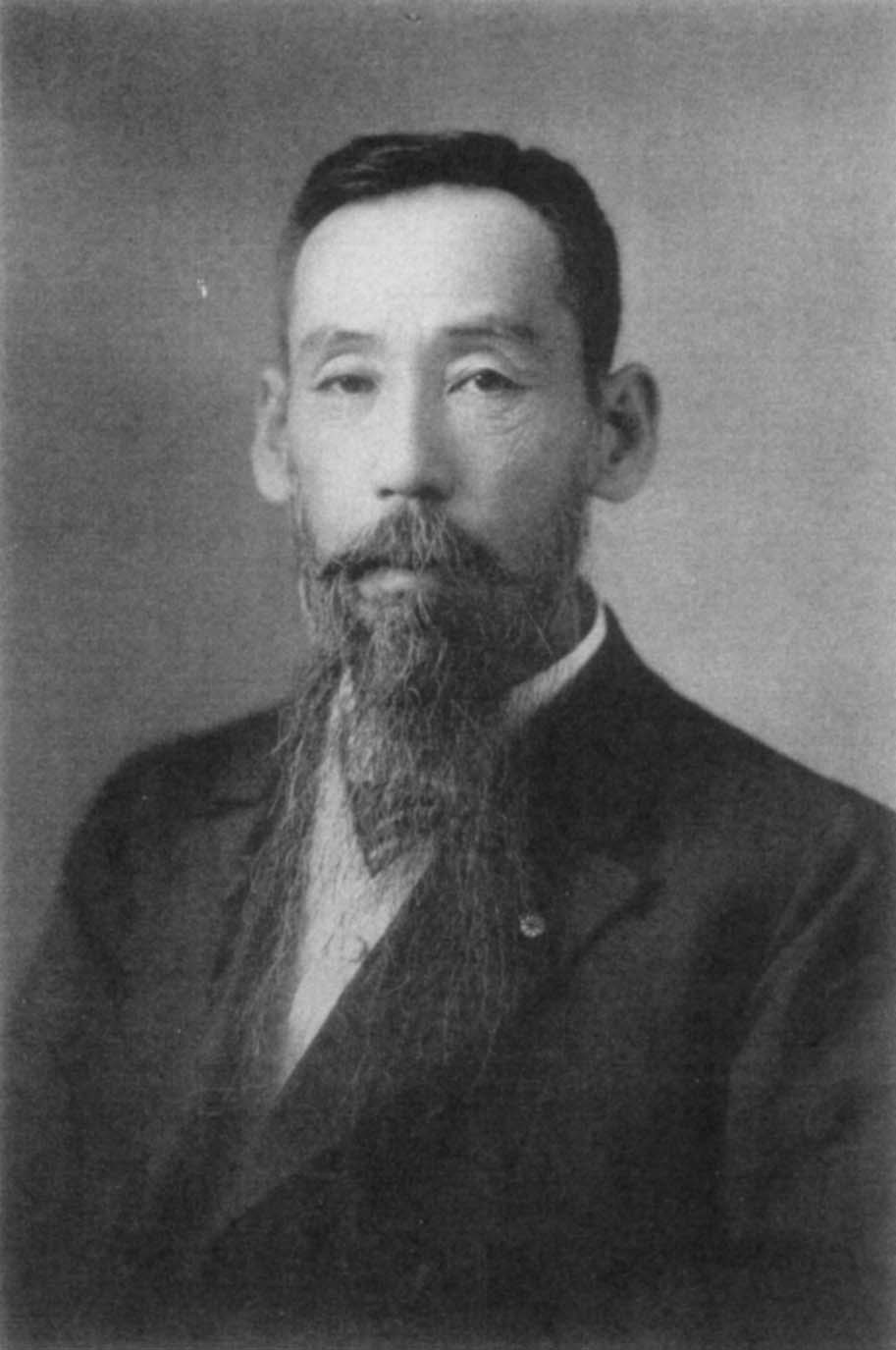
Hozumi, 1912

Hozumi Yatsuka (japanisch 穂積 八束; geb. 20. März 1860 in der Provinz Iyo (heute Präfektur Ehime); gest. 5. Oktober 1912) war ein japanischer Rechtswissenschaftler während der Meiji-Zeit. Er war der jüngere Bruder des Rechtsgelehrten Hozumi Nobushige.

## Leben und Werk
Hozumi Yatsuka wurde als Samurai in der Domäne Uwajima geboren. Er studierte von 1879 bis 1883 Rechtswissenschaften an der Universität Tokio und dann von 1884 bis 1888 an der Universität Straßburg unter Paul Laband (1838–1918). 1889 wurde er Professor für Öffentliches und Verwaltungsrecht in Tokio und lehrte dort bis 1912, wobei er von 1897 bis 1911 Dekan der Juristischen Fakultät war. 
1889 wurde Hozumi in das Oberhaus aufgenommen, und ab 1908 war er Berater des Tennō. Hozumi saß auch in Regierungs-Komitees, die sich mit dem kaiserlichen Haushalt und in Komitees, die sich mit Erziehung befassten. 
Das Hauptarbeitsgebiet Hozumis war die Verfassungsgesetzgebung. Er lehnte die parlamentarische Regierungsform und die Macht der politischen Parteien ab. Sein Verständnis von der Verfassung basierte auf der japanischen Tradition, die er als führender juristischer Theoretiker, was das „Kaiserliche System“ (天皇制, Tennō-sei) anging, fortsetzen wollte. Mit seiner Gleichsetzung des Tennō mit der japanischen Verfassung stellte er sich in schroffen Gegensatz zur „Organ-Theorie des Kaisers“, wie sie von Minobe  Tatsukichi formuliert worden war. Er lehnte auch das 1890 formulierte Bürgerliche Gesetzbuch ab, das sich an der entsprechenden Gesetzgebung in Frankreich orientierte.
Hozumi schrieb wiederholt über die Verfassung und die Verfassungsgesetzgebung, u. a.: „Grundlagen der Gesetzgebung“ (行政法大意, Gyōseihō taii; 1896), „Übersicht über die Verfassung“ (憲法提要, Kempō teiyō; 1910).